# ダービス・ベルターンス
- ダービス・バータンス

ダービス・ベルターンス（Dāvis Bertāns, 1992年11月12日 - ）は、ラトビアのプロバスケットボール選手。ポジションはパワーフォワードまたはスモールフォワード。愛称はラトビアンレーザー。

## 来歴

### リーガ
2007-08シーズンに、ラトビアの2部リーグでプレーを始め、2008年から2010年までプレーした。2008-09シーズン終盤と2009-10シーズン序盤で、2度、ラトビアのトップリーグも経験している。

### ユニオン・オリンピヤ
BKバロンズでの2010-11シーズン開幕後、2010年11月にスロベニアのKKオリンピヤと複数年契約を結んだ。2010–11シーズン中に、2011年のNBAドラフトでインディアナ・ペイサーズに2巡目42位で指名を受けたが、直後のジョージ・ヒルとのトレードで、交渉権は、1順目指名のカワイ・レナードとともに、サンアントニオ・スパーズに移った。2011-12シーズンにはNBAがロックアウトで開幕が遅れたためサンアントニオ・スパーズのダニー・グリーンとともにプレーした経験を持つ。

### KKパルチザン・ベオグラード
2012年1月、オリンピアを退団し、セルビアのKKパルチザンと3年半の契約を結んだ。
2013年6月のセルビアリーグファイナルシリーズKKツルヴェナ・ズヴェズダ戦で、右膝の前十字靭帯を断裂し、手術後、復帰までに9カ月のリハビリ期間を要した。
2014年3月20日、マッカビ・テルアビブBC戦で復帰を果たし、15分出場し、2得点、2リバウンド、1アシストの記録を残しユーロリーグトップ16に進んだ。8日後の3月28日、チームハイの20得点を記録したが、PBCロコモーティブ・キューバンに敗れた。パルチザンは、セルビア・リーグ決勝でライバルKKツルヴェナ・ズヴェズダを3-1で破り、13回目の優勝を果たし、バータンは3年連続でタイトルを得た。2014年7月3日、契約を終了し退団した。

### サスキ・バスコニア
2014年7月19日、スペインのサスキ・バスコニアと3年契約を結んだ。2011年のNBAドラフトでサンアントニオ・スパーズが59位で指名したアダム・ハンガと共にプレーした。2015年3月26日、対オリンピア・ミラノ戦で再び2013年と同じ右前十字靭帯を損傷し、回復に前回同様のリハビリ期間を要した。ユーロリーグで22試合をプレーし、1試合平均で11得点、2.9リバウンドを記録し、スペインリーグでは11.4得点を記録している。。
2016年7月14日、バスコニアとバイアウトに合意し、NBAサンアントニオ・スパーズとの契約に臨んだ。

### サンアントニオ・スパーズ
2011年のNBAドラフト42位で インディアナ・ペイサーズに指名された後、ジョージ・ヒルとのトレードで、15位指名のカワイ・レナードと共に交渉権がサンアントニオ・スパーズに移っており、2016年7月14日、サンアントニオ・スパーズと2年契約を結んだ。
2016年10月25日、開幕戦のゴールデンステート・ウォリアーズとの対戦で初出場を果たし、4分に満たない出場であったが5得点を上げた。11月13日、Dリーグのオースティン・スパーズにアサインされたが、翌日には呼び戻された。11月21日、ホームでのダラス・マーベリックス戦で、ラマーカス・オルドリッジの休養に伴い、初の先発出場を果たし、スリーポイント1本の3得点を記録した。続く11月24日のシャーロット・ホーネッツ戦において、10分の出場で、3本のスリーポイント、トランジションでのダンクを決め。キャリアハイとなる11得点を記録し、次のボストン・セルティックス戦で、15得点を記録しキャリアハイを更新した。12月5日のミルウォーキー・バックス戦では、リバウンド争いの際にグレッグ・モンローやマイケル・ビーズリーらと小競り合いを起こし、スパーズの選手としては2013年のスティーブン・ジャクソン以来の退場処分を課せられた。2017年1月7日のシャーロット・ホーネッツ戦では、18分の出場ながら21得点を記録した。
2018年1月8日のサクラメント・キングス戦で、キャリアハイとなる28得点を記録した。この試合では31分出場し、フィールドゴール11/15（73%）、この内スリーポイントを6/9（67%）、3アシスト、2ブロックを併せて記録した。

### ワシントン・ウィザーズ
2019年7月6日、ブルックリン・ネッツ、サンアントニオ・スパーズ、ワシントン・ウィザーズの3チーム間トレードによりワシントン・ウィザーズにトレードされた。
新天地で迎えた2019-20シーズンは得意の3ポイントシュートを武器にシックスマンとして活躍し、前年からスタッツを大きく上昇させた。2020年3月に新型コロナウイルスの影響でリーグが中断し、その後プレーオフ圏内のチームのみで7月31日からリーグが再開されることが決定。ウィザーズは再開するリーグに参加する資格を得ているが、ベルターンスは感染を避けるためこれに参加しないことを発表した。
2021年2月17日のデンバー・ナゲッツ戦でキャリアハイとなる9本の3ポイントを含む35得点を記録し、チームは130-128で辛勝した。

### ダラス・マーベリックス
2022年2月10日、ワシントン・ウィザーズとのトレードにより、スペンサー・ディンウィディーとともにダラス・マーベリックスにトレードされた。

### オクラホマシティ・サンダー
2023年6月22日、2023年のNBAドラフト10位指名権とともに、12位指名権と交換でオクラホマシティ・サンダーにトレードされた。

### シャーロット・ホーネッツ
2024年2月8日にゴードン・ヘイワードとのトレードでトレ・マン、バシリエ・ミチッチ、2つのドラフト2巡目指名権、金銭とともにシャーロット・ホーネッツに移籍した。7月6日にホーネッツから解雇された。

### BCドバイ
2024年9月10日、2024-2025シーズンからABAリーグに参戦するBCドバイへの加入が発表された。

## ラトビア代表
2011年バスケットボール男子欧州選手権でラトビア代表 に選ばれ、5.6得点、2リバウンドの成績を残した。ユーロバスケット2017、2023年FIBAバスケットボール・ワールドカップにも出場している。

## 個人成績

### NBA

#### レギュラーシーズン
| シーズン  | チーム | GP  | GS | MPG  | FG%  | 3P%  | FT%  | RPG | APG | SPG | BPG | PPG  |
| --------- | ------ | --- | -- | ---- | ---- | ---- | ---- | --- | --- | --- | --- | ---- |
| 2016–17   | SAS    | 67  | 6  | 12.1 | .440 | .399 | .824 | 1.5 | .7  | .3  | .4  | 4.5  |
| 2017–18   | SAS    | 77  | 10 | 14.1 | .440 | .373 | .816 | 2.0 | 1.0 | .3  | .4  | 5.9  |
| 2018–19   | SAS    | 76  | 12 | 21.5 | .450 | .429 | .883 | 3.5 | 1.3 | .5  | .4  | 8.0  |
| 2019–20   | WAS    | 54  | 4  | 29.3 | .434 | .424 | .852 | 4.5 | 1.7 | .7  | .6  | 15.4 |
| 2020–21   | WAS    | 57  | 7  | 25.7 | .404 | .395 | .870 | 2.9 | .9  | .6  | .2  | 11.5 |
| 2021–22   | WAS    | 34  | 0  | 14.7 | .351 | .319 | .933 | 1.8 | .5  | .3  | .2  | 5.7  |
| 2021–22   | DAL    | 22  | 0  | 13.9 | .375 | .360 | .800 | 2.5 | .7  | .3  | .3  | 5.3  |
| 2021-22計 | DAL    | 56  | 0  | 14.4 | .360 | .335 | .900 | 2.1 | .6  | .3  | .2  | 5.6  |
| 2022–23   | DAL    | 45  | 1  | 10.9 | .431 | .390 | .867 | 1.2 | .5  | .2  | .2  | 4.6  |
| 2023–24   | OKC    | 15  | 0  | 6.1  | .385 | .417 | .933 | .7  | .6  | .2  | .2  | 2.9  |
| 2023–24   | CHA    | 28  | 1  | 20.8 | .394 | .375 | .889 | 1.8 | .9  | .8  | .3  | 8.8  |
| 2023-24計 | CHA    | 43  | 1  | 15.7 | .393 | .380 | .909 | 1.4 | .8  | .6  | .3  | 6.7  |
| 通算      | 通算   | 475 | 41 | 18.0 | .422 | .396 | .863 | 2.4 | .9  | .4  | .4  | 7.7  |

#### プレーオフ
| シーズン | チーム | GP | GS | MPG  | FG%  | 3P%  | FT%   | RPG | APG | SPG | BPG | PPG |
| -------- | ------ | -- | -- | ---- | ---- | ---- | ----- | --- | --- | --- | --- | --- |
| 2017     | SAS    | 13 | 0  | 8.6  | .444 | .400 | .667  | 1.5 | .2  | .2  | .3  | 2.8 |
| 2018     | SAS    | 5  | 0  | 16.4 | .167 | .188 | .727  | 2.2 | 1.2 | .4  | .0  | 3.4 |
| 2019     | SAS    | 5  | 0  | 15.8 | .333 | .273 | .600  | 1.6 | 1.0 | .0  | .2  | 3.2 |
| 2021     | WAS    | 4  | 2  | 26.5 | .407 | .348 | 1.000 | 2.8 | .3  | .3  | .5  | 9.3 |
| 2022     | DAL    | 18 | 0  | 10.7 | .400 | .373 | .833  | 1.4 | .3  | .4  | .1  | 4.1 |
| 通算     | 通算   | 45 | 2  | 12.7 | .373 | .339 | .780  | 1.7 | .5  | .3  | .2  | 4.0 |

### ユーロリーグ
| シーズン | チーム                 | GP | GS | MPG  | FG%  | 3P%  | FT%   | RPG | APG | SPG | BPG | PPG  | PIR |
| -------- | ---------------------- | -- | -- | ---- | ---- | ---- | ----- | --- | --- | --- | --- | ---- | --- |
| 2011–12  | KKユニオン・オリンピア | 10 | 1  | 15.6 | .282 | .217 | 1.000 | 2.2 | .5  | .1  | .1  | 3.0  | .6  |
| 2012–13  | KKパルチザン           | 10 | 1  | 20.0 | .385 | .471 | .625  | 2.3 | .7  | 1.1 | .2  | 6.6  | 4.6 |
| 2013–14  | KKパルチザン           | 4  | 2  | 21.9 | .435 | .435 | .000  | 3.8 | 1.3 | .8  | .5  | 12.5 | 8.0 |
| 2014–15  | サスキ・バスコニア     | 22 | 18 | 21.9 | .381 | .355 | .853  | 2.9 | .9  | .2  | .5  | 11.0 | 6.5 |
| 2015–16  | サスキ・バスコニア     | 15 | 8  | 20.7 | .514 | .474 | .905  | 1.9 | .9  | .4  | .4  | 7.9  | 6.9 |
| 通算     | 通算                   | 61 | 30 | 20.2 | .400 | .388 | .824  | 2.5 | .8  | .4  | .4  | 8.3  | 5.4 |

## プレースタイル
ロングレンジからのシュート力を活かしたストレッチ・フォーを主に務めるが、運動能力、バスケットIQも高く、ドライブからのダンクやアシストもできる。

## エピソード
13歳のときの事故により、右手の薬指が半分しかない。

## 家族
父親は元プロバスケットボール選手で、現在はユースのコーチを務めており、兄のダイリス・ベルターンスもプロバスケットボール選手でラトビア代表の主力選手である。